# Grisélidis
Pour les articles homonymes, voir Griselidis.
Versions successives
1903, version allemande, Alexander Ehrenfeld

Personnages
Alain, berger (ténor)

Le Marquis (baryton)

Le Diable (baryton ou basse chantante)

Grisélidis est un opéra en un prologue et trois actes de Jules Massenet (qui le qualifie de « conte lyrique ») sur un livret en français d'Armand Silvestre et d'Eugène Morand fondé sur la pièce Le Mystère de Grisélidis des mêmes auteurs créée à la Comédie-Française le 15 mai 1891. L'opéra a été créé le 20 novembre 1901 à l'Opéra-Comique.

## Genèse
L'opéra se fonde sur une pièce de théâtre inspirée d'une légende médiévale de la fin du XIIe siècle. Cette légende avait déjà été reprise par Boccace, dans le Décameron ; Christine de Pisan, dans La Cité des Dames, Pétrarque, dans Griseldis ; Chaucer, dans les Canterbury Tales ; Perrault, dans Les Contes de ma mère l'Oye. Le même sujet a inspiré les opéras Griselda de Scarlatti, d'Albinoni, de Vivaldi, de Piccinni et de Paër au XVIIIe siècle, ainsi que le ballet Grisélidis ou les Cinq sens de Dumanoir et de Marillier (Musique d'Adolphe Adam) au XIXe. Même Bizet travaille à l'histoire de Grisélidis en 1870, mais ne mène pas le projet à terme. Heugel suggère l'idée de Grisélidis dès 1893. Jules Massenet fait la première allusion épistolaire à cet opéra le 22 septembre. C'est en septembre 1893 qu'il travaille avec Silvestre à la transposition de la pièce en livret d'opéra. Il en avance la composition pendant l'été 1894. À la fin de l'année, l'orchestration est temporairement terminée. Il y apporte d'importantes corrections en 1898. À la suite du succès de Cendrillon, il prend rendez-vous avec le directeur de l'Opéra-Comique en juillet 1899, mais l'échec de sa démarche lui fait remanier Grisélidis en 1900. Il l'achève en janvier et février 1901.

## Représentations
- 1901  - Grisélidis est créée à l'Opéra-Comique, à Paris, le 20 novembre 1901, Albert Carré l'ayant préférée au Jongleur de Notre-Dame, qui sera ainsi créé à Monte-Carlo en 1902[5]. L'Opéra-Comique donne 50 représentations de Grisélidis au cours des six premiers mois.
- 1902 -1903 - En 1902, l'œuvre est reprise à Nice, à Alger et au Théâtre royal de la Monnaie de Bruxelles. Le Théâtre lyrique de Milan en monte la version italienne d'Amintore Galli en 1902, et Zurich, la version allemande d'Alexander Ehrenfeld en 1903.
- 1903  - Marseille entend l'œuvre en 1903 et en 1950,
- 1904  -  La Scala de Milan, en 1904.
- 1910  - Le Manhattan Opera de New York le monte en janvier 1910, avec Mary Garden dans le rôle-titre
- 1922  - l'Opéra de Paris, en 1922, avec Jean Aquistapace dans le rôle du Diable, la création des costumes est de Maurice Brianchon et de son ami Raymond Legueult, deux artistes peintres[6], sous la baguette de Philippe Gaubert[7].
- 1942  - L'œuvre est reprise par l'Opéra-Comique en 1942 (il en a donné de 73 à 80 représentations en un demi-siècle[2],[8]), est entendue à la radio en 1949 et en 1962* 1982  -  Wexford la reprend en 1982, Strasbourg et Liège la reprennent 24 ans plus tard,
- 1992  - la Biennale Massenet de Saint-Étienne, en version concert, en 1992, sous la direction de Patrick Fournillier[1],[3],[9].

## Personnages et distribution lors de la création
| Personnages                                                               | Voix                       | Interprètes       |
| ------------------------------------------------------------------------- | -------------------------- | ----------------- |
| Grisélidis                                                                | soprano lyrique            | Lucienne Bréval   |
| Fiamina, épouse du Diable                                                 | soprano                    | Jeanne Tiphaine   |
| Bertrade, suivante de Grisélidis                                          | soprano                    | Daffetye          |
| Loys, fils du Marquis et de Grisélidis                                    | soprano                    | Petite Suzanne    |
| Le Diable                                                                 | baryton ou basse chantante | Lucien Fugère     |
| Alain, berger                                                             | ténor                      | Adolphe Maréchal  |
| Le Marquis                                                                | baryton                    | Hector Dufranne   |
| Le Prieur                                                                 | baryton                    | Émile Jacquin     |
| Gondebaud                                                                 | baryton ou basse chantante | Gustave Huberdeau |
| Hommes d'armes, esprits, voix de la nuit, serviteurs, voix célestes, etc. |                            |                   |
| Direction musicale                                                        | Direction musicale         | André Messager,   |

## Résumé
La scène se déroule au XIVe siècle (Moyen Âge), en Provence.

### Prologue
La lisière d'une forêt en Provence
Après un prélude, Alain se réjouit de revoir Grisélidis, dont il est amoureux et qui « est au jardin des tendresses non pas la rose, mais le lys », lorsque Gondebaud et le Prieur lui demandent s'il a vu le marquis de Saluces, dont ils ont perdu la trace à la chasse. Pendant qu'ils attendent leur maître, Gondebaud se plaint que le Marquis ne soit pas encore marié, ce à quoi Alain répond que c'est parce que le Marquis n'a pas encore vu Grisélidis. Celui-ci arrive, tombe en extase devant celle-ci, lui demande de l'épouser, ce qu'elle accepte, y voyant la volonté de Dieu, puis elle lui promet obéissance. Alain reste seul, désespéré.

### Acte I
L'oratoire de Grisélidis, au château de Saluces, quelques années plus tard. Au fond, un triptyque dont le panneau central illustre sainte Agnès, patronne des fiancés, aux pieds de laquelle se trouve une figure en pierre du Diable
Après un prélude, Bertrade chante une chanson d'amour, mais est interrompue par Gondebaud, qui annonce que le Marquis va bientôt partir combattre les Sarrazins. Après le départ de ces deux serviteurs, le Marquis exprime le regret de quitter sa femme et son fils au Prieur, qui l'invite à prier sainte Agnès et tente de le rassurer en lui disant que sa femme et son enfant ne sortiront jamais du château. Le Marquis s'offusque alors qu'on veuille traiter sa femme en prisonnière et jure sur Dieu et le Diable qu'il ne doutera jamais de sa fidélité et de son obéissance. La figure en pierre du Démon s'anime. Le Diable confirme au Marquis qu'il est le Diable, mais un diable bon enfant, et que sa femme odieuse et lui s'amusent la nuit à tromper les maris. Il parie avec lui que Grisélidis ne lui restera pas fidèle ou obéissante, et le Marquis relève le défi en lui remettant son anneau nuptial en gage. Le Diable quitte par la fenêtre. Grisélidis vient dire au revoir à son mari et lui renouvelle son serment de fidélité et d'obéissance à sa demande. Après le départ du Marquis, Bertrade lit le retour d'Ulysse à sa maîtresse et à son fils.

### Acte II
Une terrasse plantée d'orangers devant le château. Deux saisons plus tard.

Entr'acte — Idylle
Un bouquet à la main, le Diable goûte la paix dont il jouit lorsque sa méchante femme est loin (Loin de sa femme qu'on est bien !). Fiamina arrive, l'accuse de chercher de nouvelles maîtresses et finit par se réconcilier avec lui et lui offrir de l'aider dans son projet lorsqu'il lui annonce qu'il ne cherche qu'à perdre une autre âme, celle de la Marquise. Ils se retirent. Grisélidis se plaint de l'absence de son mari et invite son fils, qui l'a rejointe, à répéter la prière qu'elle récite pour la protection de son mari et de son fils. Le Diable arrive, déguisé en marchand d'esclaves, et Fiamina, en esclave. Il dit que le Marquis l'a envoyé au château, et comme Grisélidis demande un gage de cette mission, il lui remet l'anneau de son mari. Celui-ci, dit-il, a acheté cette esclave, et Fiamina ajoute qu'il veut que tout le monde au château lui obéisse et que Grisélidis lui remette son anneau nuptial, car il va l'épouser à son retour. Au souvenir de son serment de fidélité et d'obéissance, Grisélidis remet l'anneau, se propose de fuir le monde avec son fils et sort de scène. Le Diable et Fiamina sont déçus d'avoir échoué dans leur tentation à la désobéissance, mais le premier ne s'avoue pas vaincu. Il invoque les esprits des rêves, qui font faner les lys de la terrasse, y font fleurir les roses et y attirent Alain, puis Grisélidis. Celle-ci s'efforce de résister aux avances d'Alain pour protéger l'honneur de son époux, mais finit par être emportée par l'amour jusqu'à ce qu'elle se ressaisisse en voyant son fils approcher. Alain s'enfuit éperdu, et pendant que Grisélidis l'apostrophe un instant, le Diable enlève l'enfant. Grisélidis tombe à genoux et implore le Seigneur de lui rendre son fils.

### Acte III
L'Oratoire de Grisélidis, le lendemain matin

Prélude
Après avoir prié Dieu toute la nuit pour qu'il lui rende son fils, Grisélidis veut implorer sainte Agnès, mais la statue de la sainte a disparu du triptyque. Le Diable se présente déguisé en vieillard et lui dit qu'un pirate amoureux d'elle a enlevé son fils et qu'il ne réclame qu'un baiser d'elle pour le lui rendre. Le Diable l'incite à rendre au Marquis la monnaie de sa pièce et, devant les hésitations de Grisélidis, souligne que le pirate pourrait bien emmener son fils esclave à Alger ou le pendre à la grande hune. Grisélidis se décide à aller au secours de son fils en emportant un poignard de la panoplie trempé dans l'eau bénite. À  l'arrivée du Marquis, le Diable tente de le convaincre qu'elle est partie le tromper et l'encourage à tuer sa femme et son amant, mais en saisissant le poignard que le Diable lui tend, le Marquis voit son anneau et reconnaît ainsi le Diable. Il jette le poignard, se reconnaissant seul coupable d'avoir défié l'enfer. Grisélidis revient et lui demande si elle est encore sa femme ; il jure qu'il n'a jamais envoyé d'esclave pour prendre sa place. Il lui reproche d'avoir violé son serment de fidélité parce qu'elle se croyait délaissée, ce qu'elle jure ne pas avoir fait. Ils tombent dans les bras l'un de l'autre. Le Diable annonce au Marquis qu'il a peut-être gardé le cœur de sa femme, mais perdu son fils. Quand le Marquis se précipite sur les panoplies pour saisir une arme, elles disparaissent toutes. Lui et sa femme s'agenouillent et demandent des armes à Dieu : la croix de l'autel se transmue en épée de lumière, et le Marquis s'en saisit. Avant même qu'il ne parte à la recherche de son fils, Grisélidis implore sainte Agnès de revenir et de lui rendre son fils. Toutes les lampes et tous les cierges de l'oratoire s'allument d'eux-mêmes à la fois. Les portes du triptyque s'ouvrent avec fracas, la sainte est de nouveau sur son piédestal, l'enfant endormi à ses pieds. Après un Magnificat, Grisélidis déclare que le Diable est chassé du château à jamais. Le Diable, qui apparaît au travers de la muraille et porte le froc et le capuchon, dit qu'il va se faire ermite parce qu'il se sent vieux.

## Critiques
À la création, Grisélidis remporte un franc succès. Certains boudent la verve du Diable, mais d'autres sont sensibles à la variété de l'inspiration. D'une manière générale, la critique est bonne. Reynaldo Hahn écrit à son maître, Jules Massenet, en ces termes :

« Le mystère calme du prologue, le débordement de tendresse du premier acte, l'énervante et délicieuse ivresse du 2nd, l'énergie simple et noble du dernier m'ont enchanté […]
Ce que j'ai le plus admiré, c'est l'effroyable angoisse de la fin du 2e acte, à partir du moment où ils s'asseyent sur le banc […]
Ce que j'ai le plus aimé, c'est la ravissante et belle élégie de Grisélidis à son entrée (2e acte). Ce sont mes deux points extrêmes. Et entre eux, que de beautés !
 Mais avant tout, surtout et après tout, l'orchestre ! […]
Ni Esclarmonde, ni Werther,ni aucun de vos ballets, ni la fiévreuse Manon, ni Cendrillon (dont l'orchestre pourtant… !) ni rien, n'est comparable dans votre œuvre à cette orchestration. »

La critique devient beaucoup plus aigre lors de la reprise de l'œuvre à l'Opéra vingt ans plus tard, dont singulièrement celle d'André Messager, qui renie sa jeunesse et épingle, avec d'autres, la « fin de siècle ».
En novembre 1902, à Milan, selon Le Monde artiste du 7 décembre, « il y eut cinq rappels après le prologue, trois après le premier acte, huit après le deuxième où l'on a bissé l'air du Diable et des acclamations au baisser de rideau pour Massenet présent ».

## Discographie
- 1959 -  direction musicale par Gustave Cloëz avec Geneviève Moizan, Janine Collard, Jean Mollien, Michel Roux & Claude Geny. Il s’agit d’une version en extraits, enregistrement studio.
- 1963 -  direction musicale par Roger Alpres avec Geneviève Moizan, André Mallabrera et Xavier Depraz. Intégrale, enregistrement studio
- 1982 - "live at Wexford"; direction musicale par Stapleton avec Landry, Creffield, Merrigan, Haskin, Leiferkus, Kannen - Editions Bismark Beane
- 1993 - direction musicale par Patrick Fournillier, avec Michèle Command, Jean-Luc Viala, Jean-Philippe Courtis, Claire Larcher, Brigitte Desnoue - orchestre symphonique Franz Liszt, Budapest - Koch Schwann Editions.
- 2023, enregistrement studio fait du 30 mai au 2 juin au Corum de Montpellier - direction musicale par Jean-Marie Zeitouni, avec Grisélidis Vannina Santoni, Alain Julien Dran, Le Marquis Thomas Dolié, Le Diable Tassis Christoyannis, Fiamina Antoinette Dennefeld, Bertrade Adèle Charvet, Gondebaud Adrien Fournaison, Le Prieur Thibault de Damas - Editions Palazetto Bru Zane, collection l'Opéra Français.